# Hilianaa Susua
Hilianaa Susua is een bestuurslaag in het regentschap Nias Selatan van de provincie Noord-Sumatra, Indonesië. Hilianaa Susua telt 503 inwoners (volkstelling 2010).